# 车道沟桥
39°56′52″N 116°17′39″E / 39.9478106°N 116.2941261°E
车道沟桥位于北京市海淀区，是京密引水渠和河堤蓝靛厂南路与紫竹院路相交的一座立交桥。
车道沟桥由北京市市政设计院设计，中国人民解放军总后勤部102部队施工，1966年3月开工，同年9月竣工通车。
紫竹院路为偏西北－东南向，桥西转为东西向，沿远方向支出板井路。京密引水渠和蓝靛厂南路为南北向。
2000年代改造蓝靛厂南路时对本桥进行了改造。目前为苜蓿式互通立交桥。引水渠两岸分别为蓝靛厂南路南向和北向，与紫竹院路通过四条匝道连接。